# Högasands naturreservat
Högasand är ett naturreservat i Karlskrona kommun i Blekinge län.
Reservatet är skyddat sedan 2005 och omfattar 95 hektar. Det är beläget i den nordostligaste delen av Karlskrona kommun, öster om Brömsebro och utgörs till stor del av ett sanddynlandskap mestadels bevuxet med gamla tallar.
Reservatet följer strandlinjen för Litorinahavet, som här nådde ca. 8 meter över nuvarande havsnivå. Genom området skär en rullstensås som i söder vid Kristianopel mynnar ut i Östersjön. Där mellan byarna Eriksholm och Trolleboda finns delar av litorinastrandvallen. Havsnära blåsig miljö i öppet landskap har bidragit genom sandflykt till bildningen av dyner. För att hindra sandflykten planterades här tall och strandråg på 1900-talet.

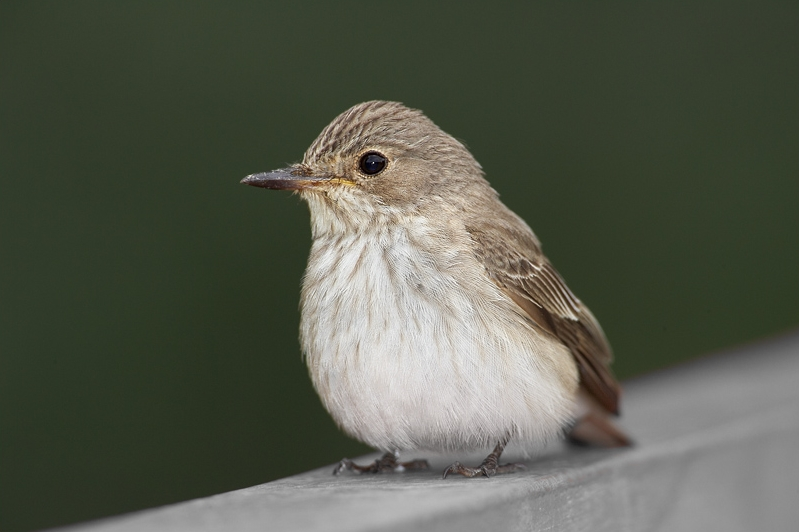
Grå flugsnappare

I dessa torra och varma sandområdena och i de grova tallarna trivs flera hotade och skyddsvärda arter. Ett exempel är den ovanliga grynig påskrislaven. Annat exempel är reliktbocken, vars larver lever i tjock bark av solbelysta tallar. Andra sällsyntheter är åttafläckig praktbagge, gulbent kamklobagge och flygsandsvägstekel.
Dynlandskapet är livsmiljö för många fåglar. De gamla och ihåliga träden erbjuder boplatser för hålhäckande arter som skogsduva och kattuggla. I området finns även nattskärra och trädlärka. Vidare förekommer korsnäbb, rödstjärt, grå flugsnappare och tofsmes.
Naturreservatet ingår i EU:s ekologiska nätverk, Natura 2000.